# 棘城之战
棘城之戰，五胡十六国时前燕与敌对政权在棘城（今辽宁义县西）的作战。
东晋大兴二年（319年）十二月，东晋平州刺史、东夷校尉崔毖，出身望族，镇守辽东（今辽宁辽阳市），平日招揽流亡士人。见士民多归附鲜卑首領慕容廆，心中不平，于是派使者阴结高句丽、段部鲜卑、宇文部鮮卑等三方，计划联合攻灭慕容廆。三方合攻棘城（今辽宁义县西北），慕容廆闭门坚守，并用离间计瓦解了三方联盟。高句丽、段氏分新带兵撤退，只有宇文氏部数十万人，连营四十里包围慕容廆。当时，慕容廆之子慕容翰守徒河（今辽宁省锦州市），与慕容廆内外支援。宇文氏大人宇文悉独官先派数千骑兵袭击慕容翰，企图切断慕容部的内外联系，却被慕容翰军诱伏，全部被俘。慕容廆采用慕容翰之策，悉独官不备，发兵出击。悉独官仓惶应战，激战中，慕容翰率千名骑兵从一侧冲入敌营，放火焚烧。宇文氏军大败，悉独官逃走。慕容廆乘机进军，占据辽东，崔毖逃奔高句丽（今辽宁沈阳、抚顺之间）。此后，慕容鲜卑成为北方一支较强的势力。
东晋咸康四年（后赵建武四年，338年）五月，后赵天王石虎以前燕军违约，不会师而独攻段氏，得胜后又劫掠而归为由，发兵数十万北伐。燕国军民大为惊恐。前燕所属三十六城叛燕响应后赵。后赵军进逼棘城，慕容皝惧赵，想要出逃，被部下劝止。部将刘佩率数百骑兵冲入赵军阵中，所向披靡，于是燕军士气大振。慕容皝又采纳司马封奕的计策，固守棘城。两军相持十余日，赵军不能克，于是后退。慕容皝派其子慕容恪率二千骑兵于清晨出城追杀。石虎见城内师出，大惊，弃甲溃逃。慕容恪乘胜追击，大败赵军，斩获三万余级。